# INDカルバー線
INDカルバー線 (IND Culver Line) は、アメリカ合衆国のニューヨークにおいて、ブルックリン区のダウンタウンから南へコニーアイランドまでを結んでいる、ニューヨーク市地下鉄のBディビジョンに属する地下鉄路線である。IND6番街線やIND8番街線との連絡点である、ジェイ・ストリート-メトロテック駅の北側を起点とし、南へケンジントンのチャーチ・アベニュー駅まではおおむね複々線の地下鉄で、ゴワーナス運河を高架で乗り越えているが、この部分が当初のインディペンデント・サブウェイ・システム (IND) の路線網の中で唯一の地上構造部である。ケンジントンでは、勾配を上って、デュアル・コントラクトの一環として市が建設してブルックリン・ラピッド・トランジットが運行していた3線の高架路線へとつながる。この勾配路線が1954年に開通した後は、ケンジントンから北西へサンセットまでの旧路線がカルバーシャトルとして1975年まで運行されていた。路線の最後の区間はコニーアイランドの二層高架の下層部を通り、ここではBMTブライトン線が上を通っている。
カルバー線の緩行線は終日F系統が運行し、またバーゲン・ストリート駅とチャーチ・ストリート駅の間はG系統も運行されている。チャーチ・アベニュー駅より北側の急行線は、1976年から定期運行には使われておらず、またディトマス・アベニュー駅とアベニューX駅の間でのピーク方向のみの急行線も定期運行は1987年までであった。
1954年まではブルックリン・マンハッタン・トランジット (BMT) 側の区間であった、カルバー線の高架区間は、もともとIND側の運行系統であったF系統のみが現在では運行し、またIND側の一環としてのキロ程が付けられ、信号系統もINDのものとなっている。しかし、チャーチ・アベニュー駅より南側の高架路線区間では、BMTの無線周波数であるB1が使われている。

## 運行系統と範囲
|  | 時間帯 | 区間                                              |
|  | ------ | ------------------------------------------------- |
|  | 全日   | 全路線                                            |
|  | 全日   | バーゲン・ストリート駅 - チャーチ・アベニュー駅間 |

カルバー線には、全線に渡ってF系統の各駅停車が運行されている。バーゲン・ストリート駅からチャーチ・アベニュー駅までの区間は、ブルックリンとクイーンズを結ぶINDクロスタウン線からのG系統の列車も運行している。どちらの系統も終日運行している。
カルバー線の北部では急行線が2線、南部では1線あり、急行停車駅も全線に渡って存在する。しかし、1987年以降カルバー線での急行運転は行われていない。カルバー線の急行は、かつて1968年から1987年までの間だけ運転されていた。急行運転の再開は、予算不足、旅客の反対、1999年にバーゲン・ストリート駅で起きた信号設備の火災事故といったことにより実現していない。この問題は2007年6月に、急行運転再開の署名が2,600人に達し、メディアの注目を集めたことで顕在化した。カルバー線は2009年から2013年初頭まで改修工事が行われ、その際に急行線の線路も更新工事が実施され、将来の急行運転を可能としている。

### ジェイ・ストリート-メトロテック駅からチャーチ・アベニュー駅

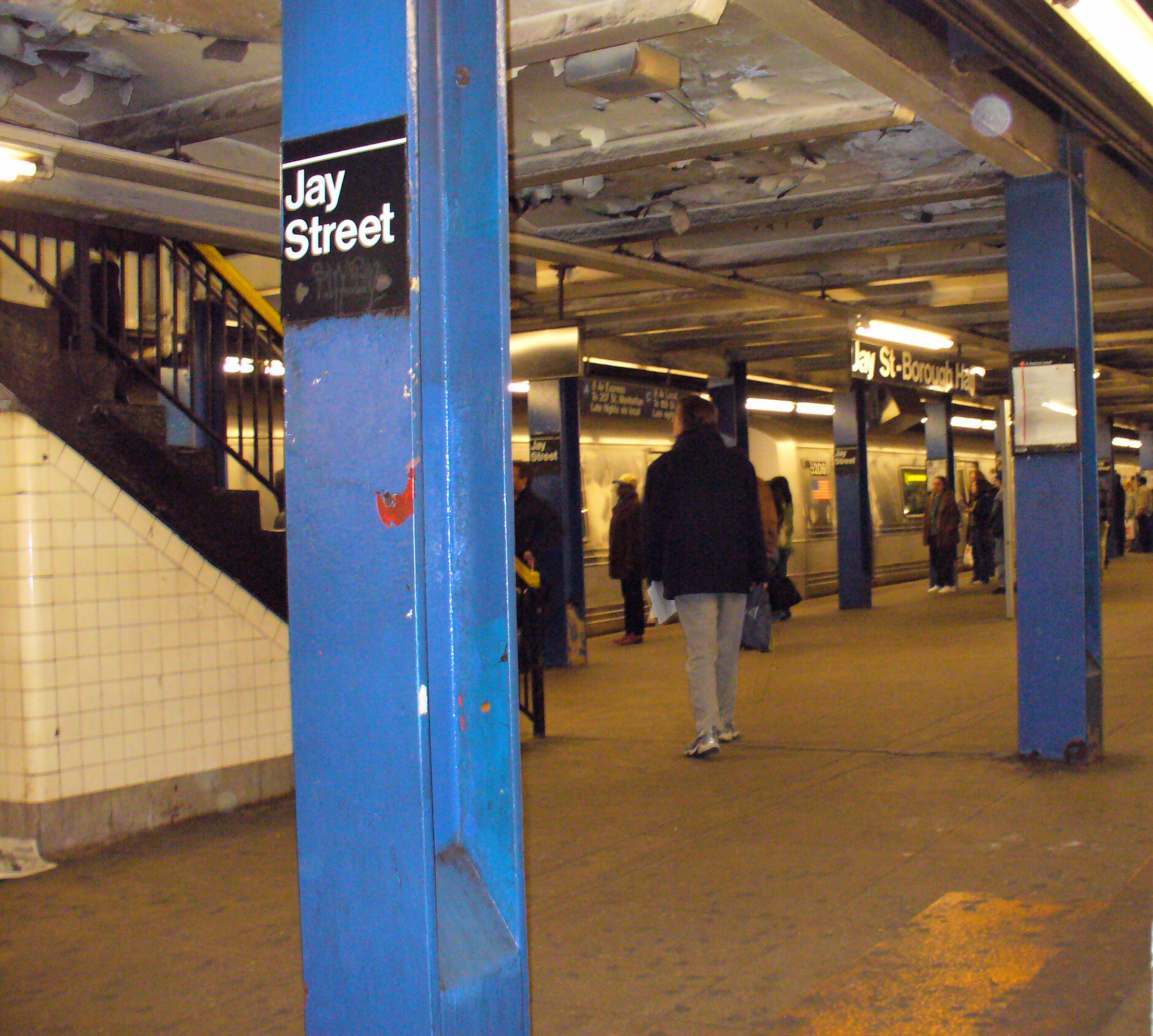
ジェイ・ストリート-メトロテック駅

INDカルバー線の地下区間は、当初はブルックリン線と呼ばれていたが、他にもスミス・ストリート線、チャーチ・アベニュー線、サウス・ブルックリン線など様々な名前で呼ばれていた。プロスペクト・パークの下を通る急行線は、プロスペクト・パーク線と呼ばれることもあった。
この路線は、4線式のジェイ・ストリート-メトロテック駅から始まる。この駅までIND6番街線とIND8番街線が来て接続しており、それぞれカルバー線とINDフルトン・ストリート線へと通じている。駅の南ではスミス・ストリートの下を通り、線路が分岐して急行線は勾配を下ってバーゲン・ストリート駅の下層階へと通じ、一方緩行線はホイト-スカーマーホーン・ストリーツ駅から来たINDクロスタウン線の線路と合流してバーゲン・ストリート駅上層階へと通じる。キャロル・ストリート駅で急行線は勾配を上ってきて再び緩行線と並び、複々線すべてが一緒になってカルバー高架線へと上って行き、9丁目駅へと曲る。4番街駅の東側で勾配を下り、再び地下線となる。7番街駅を過ぎると、緩行線がわかれて南へ曲り、15丁目駅とプロスペクト・パーク・ウェスト駅を通る一方、急行線はプロスペクト・パークの下を直行する。この区間はニューヨーク市地下鉄の中で、急行線が緩行線と別な場所を通る2か所のうちの1か所で、もう1か所はINDクイーンズ・ブールバード線の65丁目駅と36丁目駅の間である。プロスペクト・パーク・パレード・グラウンドの近くのフォート・ハミルトン・パークウェイの下で急行線は緩行線に再合流し、マクドナルド・アベニューへと曲って行く。その後は、かつての地上のカルバー線の経路と並行して走り、当初のINDの系統としての最後の駅であったチャーチ・アベニュー駅へと通じる。双方向に運転できる単線の線路が下へ下って、4線あるチャーチ・アベニュー車両基地へと通じている。ここはG系統の列車の折り返しと待機の場所として使われている。複々線の線路は、コーテルユー・ロードとアベニューCの間で、マクドナルド・アベニュー上にあるカルバー勾配線を上る。この勾配線はINDカルバー線の地下線区間を、かつてのBMTカルバー線の高架線へとつなげている。カルバー高架線はINDの一部として運営されているものの、高架線区間ではBMT側の無線周波数を使っているため、この地点で運転士はINDの周波数B-2とBMTの周波数B-1を切り替える。

#### カルバー高架線

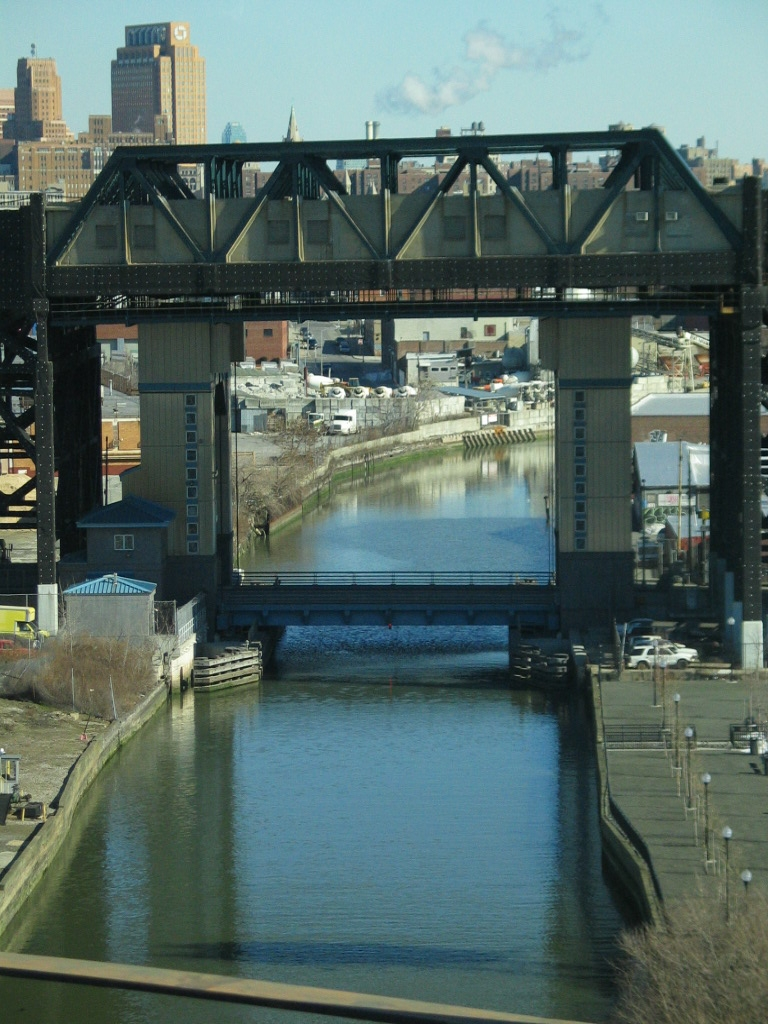
ゴワーナス運河を渡るカルバー高架線

カルバー線の北側の区間は複々線で、スミス・ストリート-9丁目駅と4番街/9丁目駅の間以外はすべて地下線である。この2駅は、9丁目と10丁目の間でゴワーナス運河に架かる、巨大な1マイル（約1.6キロメートル）に及ぶ鋼鉄とコンクリートの高架橋の上にある。この構造物は現在、カルバー高架橋と呼ばれており、INDの本来の地下鉄網の中では唯一の高架線区間で、またすでに解体されたINDワールズ・フェア線以外で唯一地上に出ている区間である。この高架橋が建設されたのは、運河の深さ（もっとも深い地点で15フィート、約4.5メートル）のためであり、また近くのパーク・スロープの地形のためでもあった。高架橋を造らなかったとしたら、ゴワーナス運河とBMT4番街線の双方を潜るトンネルを建設する（駅を地面からかなり深く造らなければならなくなる）か、運河とBMT4番街線の上を通過するために9丁目駅を地上より上に上げなければならなかった。地下線を造る案はどちらにせよ高価で非現実的と考えられ、1927年に路線を選定した時点で高架線の建設費は1200万ドルを節約できると見積もられた。高いマストを備えた船を通航できるようにするという、現在は廃止された航路規制により、高架橋の高さは後に60フィート（約18メートル）から約90フィート（約27メートル）へと変更された。このために、スミス・ストリート-9丁目駅は87.5フィート（約26.7メートル）の高さに造られ、地上高が世界でもっとも高い地下鉄駅となった。これに対して4番街/9丁目駅は、地下にある7番街駅よりも実際には低い場所にある。
長い間に渡ってG系統の列車は、急行線の線路を一時的に使用し、4番街駅で転線することで、スミス・ストリート-9丁目駅止まりであった。しかしこれは時にはF系統の運行の遅延の原因となり、急行の運転を妨げていた。2009年に高架橋の改良工事のために、G系統の終点はチャーチ・アベニュー駅に変更された。

#### 自動運転設備
この区間では、4番街駅とチャーチ・アベニュー駅の間の南行急行線において、ニューヨーク市地下鉄自動運転計画の一環としてCBTCの設備が導入されている。総費用は9960万ドルで、うち1500万ドルは2005年から2009年にかけての予算計画（第1段階）から、8460万ドルは2010年から2014年にかけての予算計画（第2段階）から支出された。導入はシーメンスとタレス・グループの共同企業体によって行われ、CBTC装備済みのR143形とR160形を使って、路線の新しい信号システムを試験するために用いられた。完成期日は2015年3月に見込まれており、この導入はそのまま恒久化される見込みであった。もし、提案されたとおりに2017年にカルバー線の急行運転が開始されていれば、急行列車は当初はCBTCを使用せず、急行線でのCBTCの試験はオフピーク時のみに限定されることになっていた。緩行線については、2015年から2019年の予算計画の一環でCBTCが導入されることになっている。

### ディトマス・アベニュー駅からコニー・アイランド駅

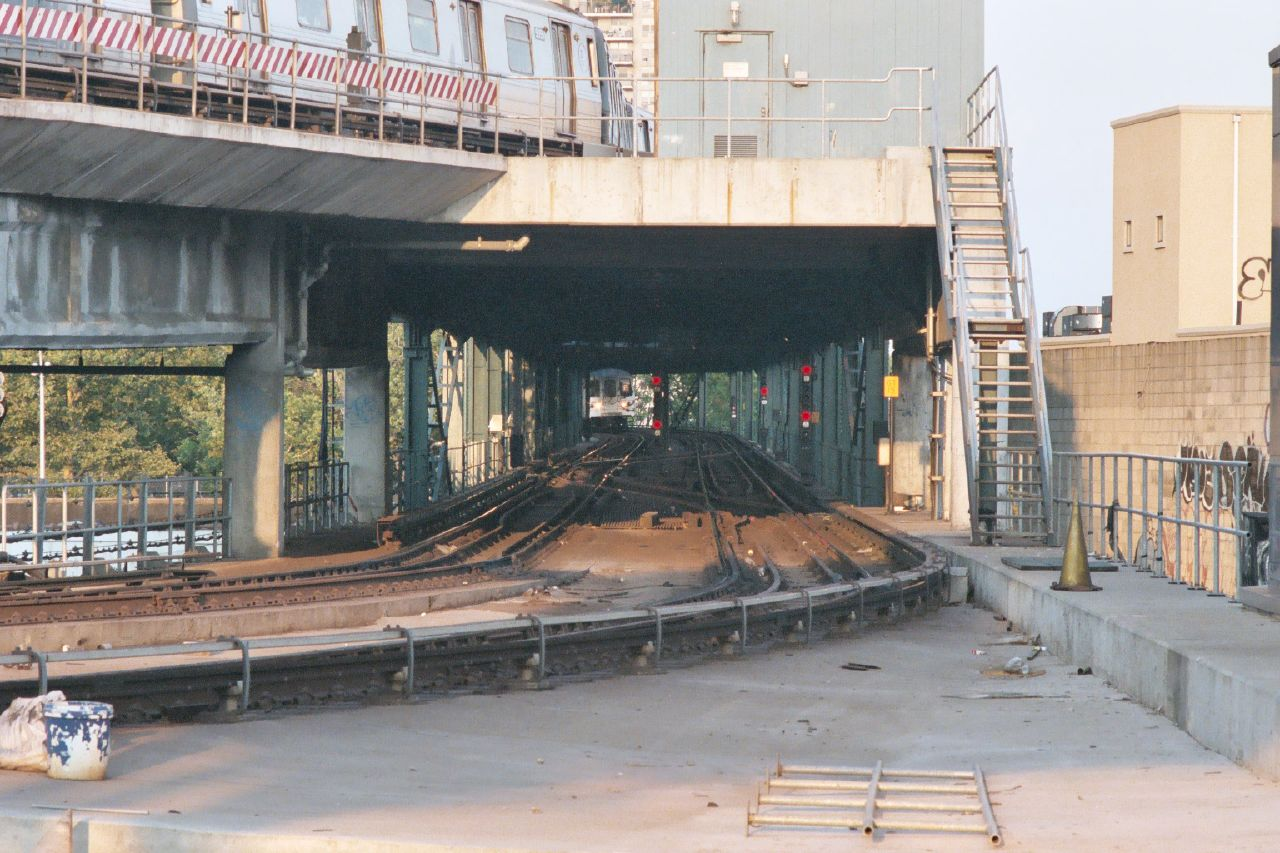
カルバー線は、BMTブライトン線の下からコニー・アイランド-スティルウェル・アベニュー駅を出発する

ディトマス・アベニュー駅ではカルバー勾配線が終わり、地下線から高架線となる。ここは、デュアル・コントラクトで建設された3線の高架線で、マクドナルド・アベニュー（かつてのグレーブセンド・アベニュー）で運行されていたBMTの路線の上部に建設された。駅のすぐ前で、南行の緩行線は南行の急行線に合流し、北行の急行線はそのまま高架線上の双方向に利用可能な急行線になる。1990年代から2000年代にかけて、この区間の中央の急行線は時々非営業の試験目的で使われていた。アベニューX駅を過ぎると、コニー・アイランド車両基地内のカルバー線用の車両基地へ通じる線路が分岐して勾配を通じて地上へ降りていく。この地点でカルバー線はさらに複線へと線路数が減少し、ネプチューン・アベニュー駅を通って、コニー・アイランドにある西8丁目-ニューヨーク水族館駅へと曲って行く。
公式には、線路が曲がって二層高架構造でBMTブライトン線の下に入ったところでカルバー線は終わり、ここでキロ程上の線路の区分はINDのB1およびB2という形式からBMTブライトン線のA1およびA2という形式に変わる。しかし、この地点にブライトン線への接続線は既に存在せず、実際にはカルバー線はコニー・アイランド-スティルウェル・アベニュー駅の5番・6番線へと通じている。

## 歴史

### 2本の別な路線としての初期

#### BMTカルバー線（1875年 - 1954年）

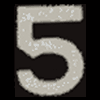
BMTのD型トリプレックス車両に掲出されていた運行系統表示

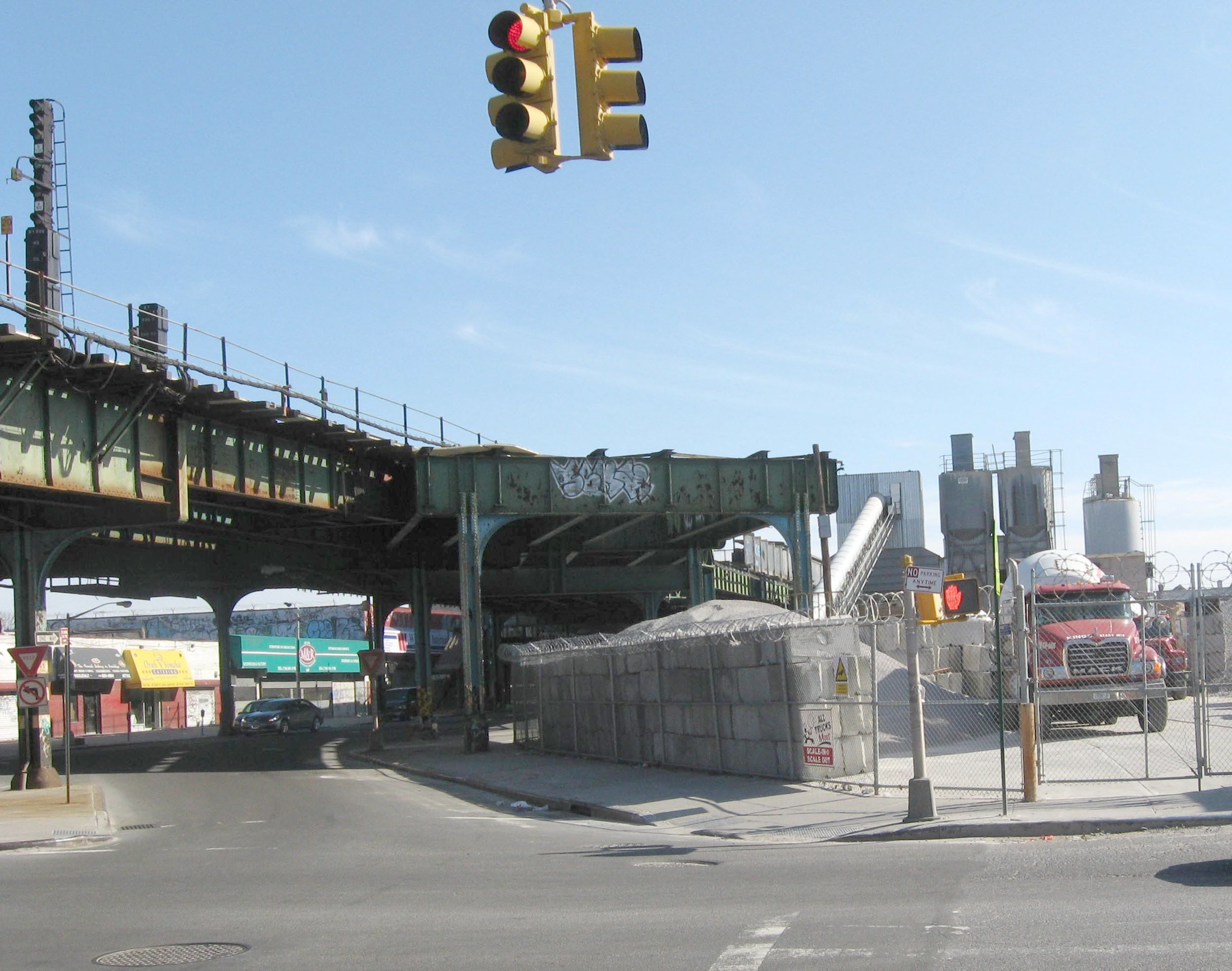
コーテルユー・ロードにある高架線路の残骸、かつてはここから西に線路が伸びていた

当初のカルバー線は、プロスペクト・パーク・アンド・コニー・アイランド鉄道によって、マクドナルド・アベニュー（当時はグレイブスエンド・アベニューと呼ばれていた）の地上に、グリーンウッド墓地とコニーアイランドを結んで1875年6月25日に開通した。グリーンウッド墓地では、同社が1886年まで運行していたヴァンダービルト・アベニュー線の馬車鉄道と連絡していた。さらに、パークビルの分岐点からプロスペクト・パーク・アンド・サウス・ブルックリン鉄道を利用することで、36丁目にあるユニオン・デポまで1890年6月7日に運行を開始し、そこでBMT5番街線と連絡した。1893年から1899年まで、ロングアイランド鉄道の支配下に置かれた間に、1895年に36丁目に勾配線が開設され、ブルックリン高架鉄道の列車がカルバー線を走ってコニー・アイランドまで直通できるようになった。当時ブルックリン高架鉄道を所有していたブルックリン・ラピッド・トランジット (BRT) は、1899年6月18日からカルバー線をブルックリン・ハイツ鉄道へ貸し付け、高架鉄道の列車だけでなく路面電車もカルバー線を走ってコニー・アイランドへ行くようになった。
ニューヨーク市とBRTが結んだデュアル・コントラクトの第4契約の一環として、5番街線の南東から南へコニー・アイランドまで、カルバー線の上に3線の高架鉄道が建設された。9番街駅で、高架化されたカルバー線はBMTウェスト・エンド線と合流し、両方の路線から北西方面へ5番街線とBMT4番街線へと通じていた。1919年3月16日の午前3時に、9番街駅の南東側からキングス・ハイウェイ駅の南まで、新しい高架構造物の最初の区間が開通した。15丁目駅が省かれた以外は、地上の路線に存在していた駅はすべて高架線にも設けられた。カルバー線は5番街線の支線として運営され、9番街駅では4番街線へ直通するウェスト・エンド線へ無料の乗換ができた。アベニューX駅まで1919年5月10日の正午に延長された。コニー・アイランドまでの残りの4駅間は、1920年5月1日に開通して完成したが、この時点でBRTは運賃を10セントから5セントに値下げを強いられていた。この延伸では、西8丁目-ニューヨーク水族館駅より東側に既に存在していたBMTブライトン線の下層階へと接続された。カルバー線の当時の5系統の列車は、1931年5月30日にロウアー・マンハッタンにあるBMTブルックリンループ線が開通すると、地下鉄の4番街線を通じてブルックリンループ線まで運行されるようになった。5番街の高架線は1940年5月31日に廃止された。路面電車は、マクドナルド・アベニューの地上に敷設された線路で1956年10月30日まで運行された。

#### INDブルックリン線（1933年 - 1954年）

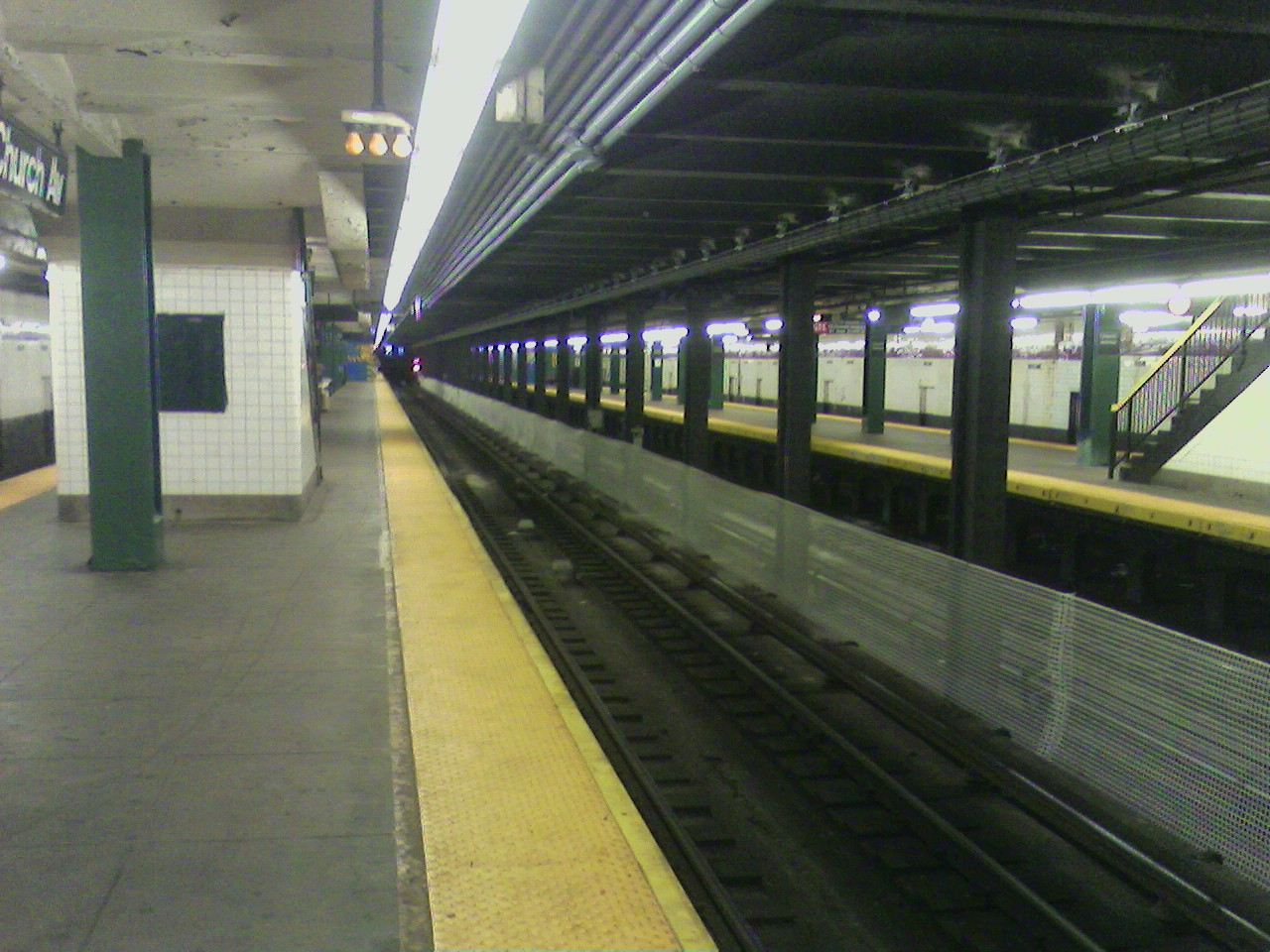
チャーチ・アベニュー駅

ニューヨーク市長のジョン・フランシス・ハイランが、1920年代に提案したインディペンデント・サブウェイ・システム (IND) の目標の1つとして、コニー・アイランドへの路線が挙げられており、BMTカルバー線を傘下に収めることで実現することになっていた。INDの主要幹線であるIND8番街線とBMTカルバー線を接続するために、ブルックリン・ボロー・ホールからジェイ・ストリート、スミス・ストリート、9丁目、そのほかいくつかの通りの下をコーテルユー・ロード駅（後のチャーチ・アベニュー駅）まで、そしてディトマス・アベニューの高架駅のすぐ南側でマクドナルド・アベニューの下を地下線を建設することになった。そこから勾配線が建設されて高架のBMTカルバー線に続くことになっていた。この路線は、カルバー延長線、カルバー-スミス・ストリート線、スミス・ストリート線、スミス・ストリート-プロスペクト・パーク線、スミス-9丁目線、ジェイ-スミス-9丁目線、チャーチ・アベニュー線、プロスペクト・パーク-チャーチ・アベニュー線、ブルックリン線、サウス・ブルックリン線など、様々な名前で呼ばれていたが、単純にINDのブルックリン区間と呼ばれることもあった。1927年には、初期の計画にあった深い河底トンネルに代わり、費用面を考慮してゴワーナス運河を乗り越える橋を建設することになった。これにより、INDの当初の区間の中では唯一の地上区間ができることになった。この路線の最初の区間は1933年3月20日に開通し、8番街線の急行A系統（そして7月から8月までの1か月ほどにわたってC系統）がジェイ・ストリート駅から南へバーゲン・ストリート駅まで運行されるようになった。残りの区間は1933年10月7日に、一時的な終点とされたチャーチ・アベニュー駅まで開通した。ここは、ディトマス・アベニューにあるカルバー高架線から3ブロック離れた場所であった。1936年に、A系統の列車はINDフルトン・ストリート線へと運転されるようになり、INDクイーンズ・ブールバード線から来るE系統の列車が代わりに運行されるようになった。1937年には、INDクロスタウン線との連絡が開通し、GG系統の列車がスミス・ストリート-9丁目駅まで延長された。IND6番街線が1940年12月に開通すると、E系統の代わりにF系統が運行されるようになった。
IND第2路線網として提案された様々な延長計画の一環として、INDカルバー線のベイ・リッジへの支線が構想され、BMT4番街線のために計画された、実現しなかったスタテンアイランドトンネルとの接続も含まれていた。1931年の提案では、スミス・ストリート-9丁目駅から南に路線を伸ばして、レッド・フック、ゴワーナスを経由してセント・ジョージ・ターミナルへと通じることになっていた。1933年の提案では、スミス・ストリート9丁目駅と4番街駅の間で分岐し、ベイ・リッジの2番街を走ってトンネルへ向かうことになっていた。他のINDの路線同様に、この経路は当時すでに民間で運営されていた4番街線と直接競合することになるものであった。1939年のIND第2地下鉄網計画の最終案では、フォート・ハミルトン・パークウェイまたは10番街からトンネルへ路線を伸ばし、BMT4番街線の86丁目駅近くまでも路線を伸ばす計画であった。この路線はフォート・ハミルトン・パークウェイ駅およびチャーチ・アベニュー駅の近くから分岐する予定であった。1940年には、INDの路線をBMTウェスト・エンド線にフォート・ハミルトン・パークウェイ駅の近くで接続する構想も生まれた。1946年の運輸委員会の計画では、ウェスト・エンド線への接続および86丁目への延長の両方を含んだ。しかし実際に建設された構想は1本もなかった。

### カルバー勾配線

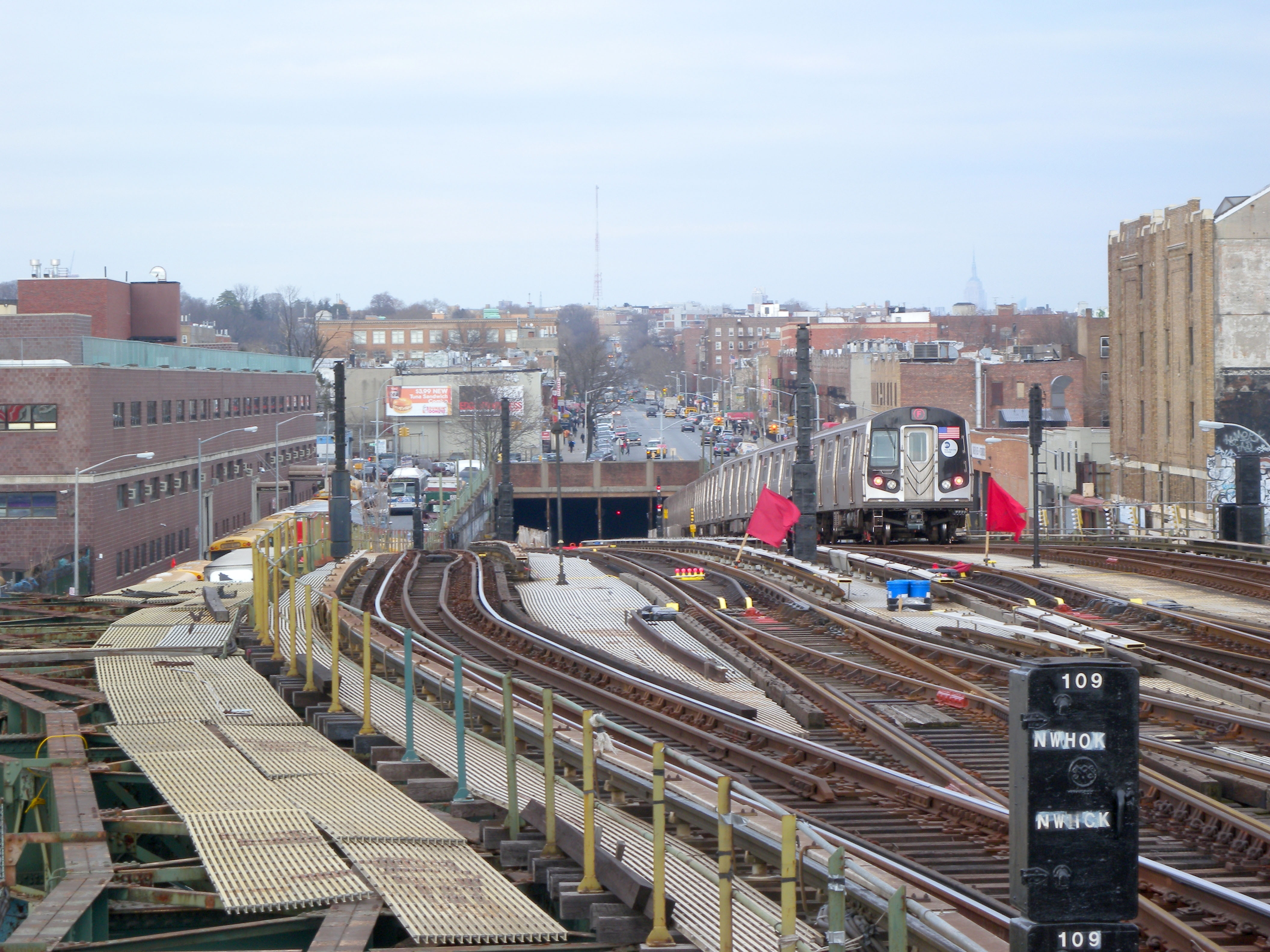
上部から勾配を見下ろす

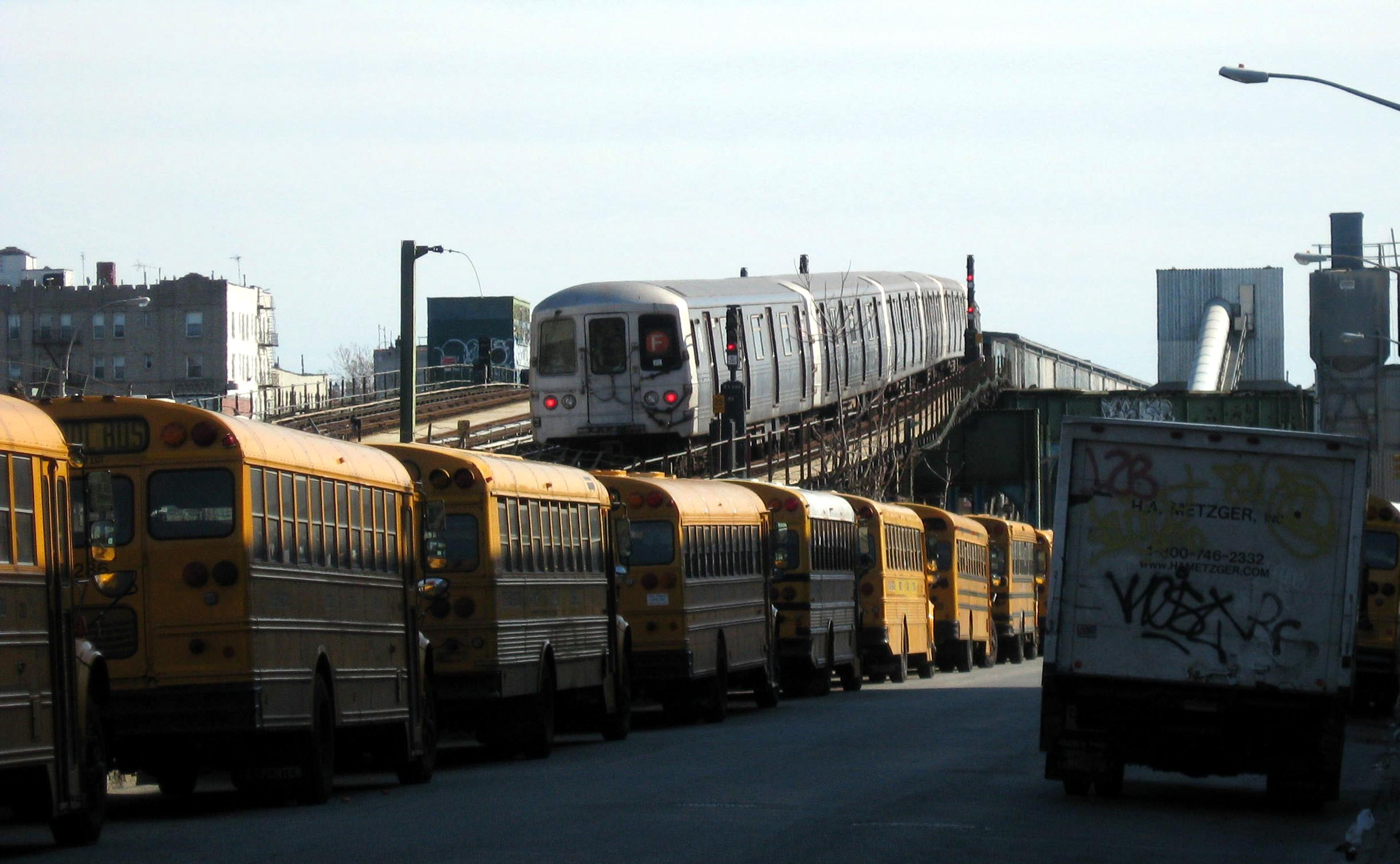
カルバー勾配線を登る様子

INDの列車をコニー・アイランドまで運行開始するために、BMTカルバー線の高架路線を取得することはニューヨーク市の都市計画にとって高い優先度を持っていた。しかし、民間が所有していたBMTとIRTを市が買収して、もともと市が建設して所有していたINDと1940年に統合した結果、カルバー線を含めてBMTとIRTのすべてが市の手に入ったことから、カルバー線のみを取得することは不必要となった。連絡線を造れば、INDの旅客がコニー・アイランドまで通しの運賃で行くことができるようになり、BMT4番街線の混雑緩和にもつながるとされた。
カルバー勾配線 (Culver Ramp) あるいはカルバー連絡線 (Culver Line Connection) の起工式が1941年6月にチャーチ・アベニュー駅とディトマス・アベニュー駅の間で行われ、その年内に完成することを見込んでいた。連絡線自体の費用は200万ドルと見積もられ、新しい信号設備、カルバー高架線の修理とIND標準のプラットホーム長への延長など、プロジェクト全体の総費用は1100万ドル以上と見積もられていた。勾配線を造れるように、マクドナルド・アベニューもアベニューCとコーテルユーロードの間で拡幅することになっていた。この勾配線は軌道や信号の工事も含めてほとんど完成に近づいていたが、年末にアメリカが第二次世界大戦に参戦したことから工事が中断されることになった。工事は1946年に再開されたが、資材の不足が続いていたことや、新しい列車の運行に使える車両が不足していたことなどから、工事の完成はさらに遅れることになった。1954年10月30日に、INDブルックリン線のチャーチ・アベニュー駅とBMTカルバー線のディトマス・アベニュー駅を結ぶ連絡線が開通した。これにより、INDの列車がBMTカルバー線を走ってコニー・アイランド-スティルウェル・アベニュー駅まで運行することができるようになった。

### INDカルバー線（1954年以降）

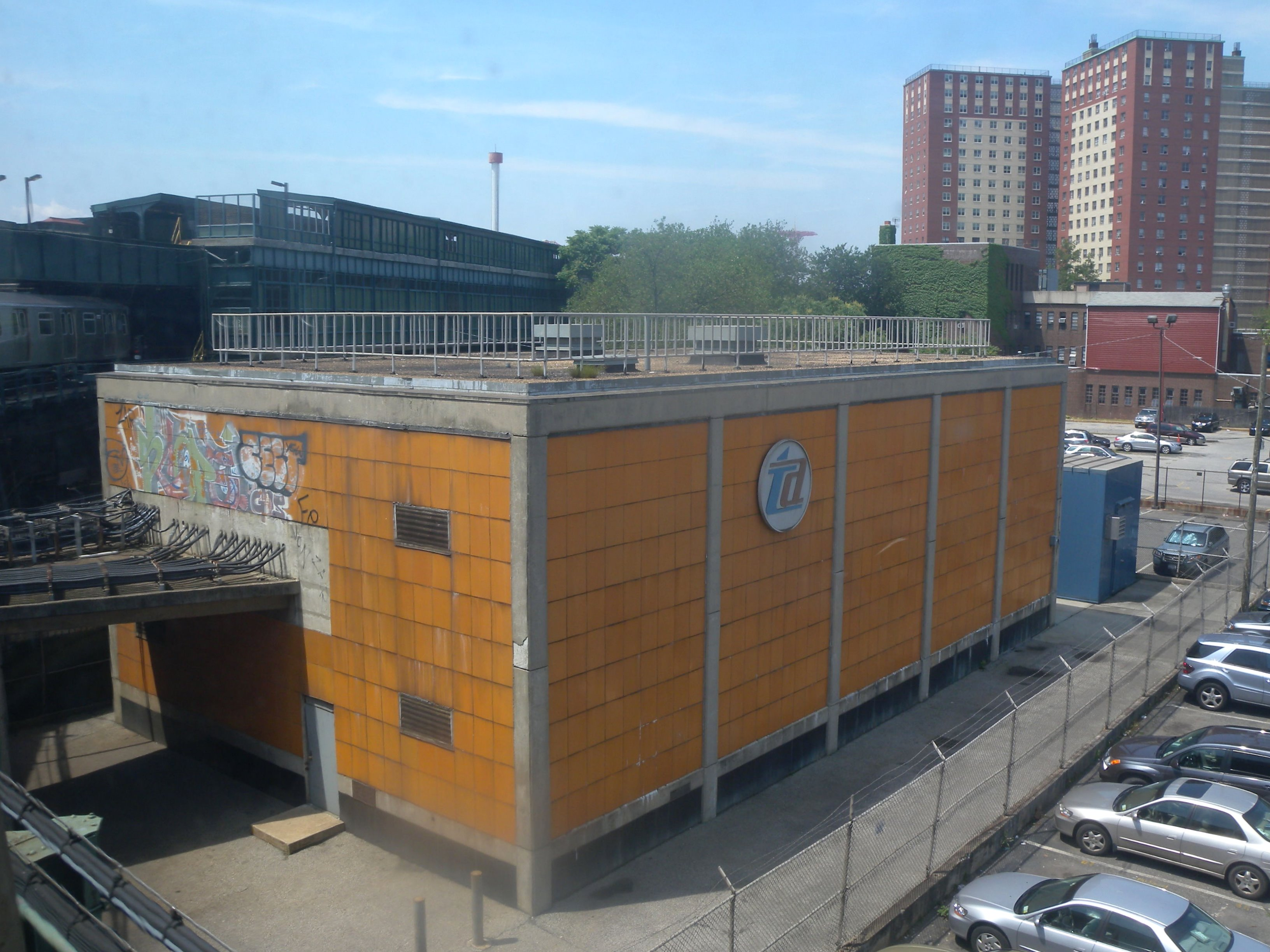
コニー・アイランドの変電所

カルバー勾配線の完成後、D系統のINDコンコース線急行（かつてはマンハッタン止まりであった）が、F系統の列車を置き換え、連絡線を走ってコニー・アイランドまで到達するIND側の初の列車として運行されるようになった。この列車は「コンコース-カルバー」とアナウンスされ、ブロンクスとコニー・アイランドを直結する列車と宣伝された。BMTカルバー線の5系統の列車は、連絡線の南の端にあるディトマス・アベニュー駅止まりとなり、日中はマンハッタンまで運転してナッソー・ストリート・ループ線へ走り、それ以外の時間帯は9番街駅止まりであった。このカルバーシャトルは、1959年5月28日から終日運行となったが、1975年5月10日に廃止されてB35系統のバスへと置き換えられた。高架上の区間は、INDの一部であるB2の基準でキロ程を振り直されたが、依然としてBMTの一部であるB1の無線周波数を使っている。
1967年11月に、クリスティー・ストリート連絡線が開通し、D系統の列車はマンハッタン橋とBMTブライトン線を経由してコニー・アイランドへ行くよう変更された。F系統の列車が再び延長されてカルバー線に運行されるようになった。1968年から1987年までは、カルバー線にはラッシュ時に急行が運転されていた。F系統の列車がバーゲン・ストリート駅とチャーチ・アベニュー駅の間で双方向に急行運転を行い、各駅停車の運行のためにG系統の列車がスミス・ストリート-9丁目駅からチャーチ・アベニュー駅まで延長された。高架区間での急行運転はキングス・ハイウェイ駅まで、ピーク方向（午前にマンハッタン方面、午後にブルックリン）に運転され、F系統は一部が急行として、一部が各停として運行された。予算の制約と、急行通過駅を利用する乗客の不満から、急行運転はバーゲン・ストリート駅とチャーチ・アベニュー駅の間では1976年に、チャーチ・アベニュー駅とキングス・ハイウェイ駅の間では1987年に廃止となった。
急行運転の中止に伴い、バーゲン・ストリート駅の低層階は使用されなくなった。1990年代の駅改修工事の後は、下層階は留置スペースとして使われるようになり、そのままの状態では旅客用には使えなくなった。2007年にMTAはカルバー線の大規模修復工事を発表し、カルバー高架橋の修理、バーゲン・ストリート駅、4番街駅、チャーチ・アベニュー駅の連動装置の近代化などを行うことになった。これにより、G系統の列車は長い間の終点であったスミス・ストリート-9丁目駅から、より効率的な終点であるチャーチ・アベニュー駅まで2009年7月から延長されるようになった。この修復工事は2013年に完了した。
修復工事が発表された前後に、F系統・G系統ともにブルックリンでの利用客が増加していたことから、急行運転を再開するように求める陳情が注目を集めた。この陳情では、2007年6月までに2,500人以上、そして9月までにはほぼ4,000人の署名を集め、G系統の列車のチャーチ・アベニュー駅までの延長を恒久的なものとし、（2010年に廃止されてしまったが）V系統の列車をF系統とラトガース・ストリート・トンネルを共有して走らせてマンハッタンからブルックリンに終点を変更することで、急行運転を再開することを提案していた。G系統の延長は2012年に恒久化され、かつて運転されていたリレー列車がなくなって急行線が空くことになった。

## 駅一覧
| 凡例                               | 凡例               |
| ---------------------------------- | ------------------ |
| Stops all times                    | 終日停車           |
| Stops all times except late nights | 深夜を除き終日停車 |
| Stops late nights only             | 深夜のみ停車       |
| Stops rush hours only              | ラッシュ時のみ停車 |
| 時間帯詳細                         |                    |

| 所在地 （おおよその位置）                                                                                        | バリアフリー・アクセス                       | 駅                                              | プラットホーム                               | 停車列車                                     | 開業日                                       | 乗換・備考                                                             |
| IND6番街線の緩行線の延長として開始（F <F> ）                                                                     | IND6番街線の緩行線の延長として開始（F <F> ） | IND6番街線の緩行線の延長として開始（F <F> ）    | IND6番街線の緩行線の延長として開始（F <F> ） | IND6番街線の緩行線の延長として開始（F <F> ） | IND6番街線の緩行線の延長として開始（F <F> ） | IND6番街線の緩行線の延長として開始（F <F> ）                           |
| --- | -------------------------------------------- | ----------------------------------------------- | -------------------------------------------- | -------------------------------------------- | -------------------------------------------- | ---------------------------------------------------------------------- |
| ダウンタウン・ブルックリン                                                                                       | バリアフリー・アクセス                       | ジェイ・ストリート-メトロテック駅               | 緩行/急行                                    | F <F>                                        | 1933年2月1日                                 | INDフルトン・ストリート線 (A C ) BMT4番街線 (N R W )                   |
| 急行線開始 (定期運行なし)                                                                                        |                                              |                                                 |                                              |                                              |                                              |                                                                        |
| INDクロスタウン線が緩行線に合流 (G )                                                                             |                                              |                                                 |                                              |                                              |                                              |                                                                        |
| コッブル・ヒル                                                                                                   |                                              | バーゲン・ストリート駅                          | 緩行/急行                                    | F <F> G                                      | 1933年3月20日                                | 上層階 - 緩行線（営業中） 下層階 - 急行線(定期運行なし)                |
| キャロル・ガーデンズ                                                                                             |                                              | キャロル・ストリート駅                          | 緩行                                         | F G                                          | 1933年10月7日                                |                                                                        |
| ゴワーナス |                                              | スミス・ストリート-9丁目駅                      | 緩行                                         | F G                                          | 1933年10月7日                                |                                                                        |
| ゴワーナス |                                              | 4番街駅                                         | 緩行                                         | F G                                          | 1933年10月7日                                | BMT4番街線 (D N R W )（9丁目駅）                                       |
| パーク・スロープ                                                                                                 |                                              | 7番街駅                                         | 緩行/急行                                    | F <F> G                                      | 1933年10月7日                                |                                                                        |
| 急行線分岐 (定期運行なし)                                                                                        |                                              |                                                 |                                              |                                              |                                              |                                                                        |
| ウィンザー・テラス                                                                                               |                                              | 15丁目-プロスペクト・パーク駅                   | 緩行                                         | F G                                          | 1933年10月7日                                |                                                                        |
| ウィンザー・テラス                                                                                               | 下層階に急行線 (定期運行なし)                |                                                 |                                              |                                              |                                              |                                                                        |
| ウィンザー・テラス                                                                                               |                                              | フォート・ハミルトン・パークウェイ駅            | 緩行                                         | F G                                          | 1933年10月7日                                |                                                                        |
| 急行線が同一レベルに上昇 (定期運行なし)                                                                          |                                              |                                                 |                                              |                                              |                                              |                                                                        |
| ケンジントン | バリアフリー・アクセス                       | チャーチ・アベニュー駅                          | 緩行/急行                                    | F <F> G                                      | 1933年10月7日                                | G 系統列車の終点                                                       |
| チャーチ・アベニュー車両基地への連絡線                                                                           |                                              |                                                 |                                              |                                              |                                              |                                                                        |
| 南行急行線が南行緩行線に合流し、中央の双方向運行可能な急行線と合わせて3線区間となる（かつてのBMTカルバー線区間） |                                              |                                                 |                                              |                                              |                                              |                                                                        |
| サンセット・パーク                                                                                               |                                              | 9番街駅                                         | 緩行/急行                                    | カルバーシャトル                             | 1919年3月16日                                | 下層階に停車、1975年5月11日廃止、BMTウェスト・エンド線への乗換駅だった |
| サンセット・パーク                                                                                               |                                              | フォート・ハミルトン・パークウェイ駅            | 緩行                                         | カルバーシャトル                             | 1919年3月16日                                | 1975年5月11日廃止、1985年に解体                                        |
| ケンジントン |                                              | 13番街駅                                        | 緩行                                         | カルバーシャトル                             | 1919年3月16日                                | 1975年5月11日廃止、1985年に解体                                        |
| ケンジントン |                                              | ディトマス・アベニュー駅                        | 緩行                                         | F <F>                                        | 1919年3月16日                                |                                                                        |
| ボロー・パーク                                                                                                   |                                              | 18番街駅                                        | 緩行/急行                                    | F <F>                                        | 1919年3月16日                                |                                                                        |
| ボロー・パーク                                                                                                   |                                              | アベニューI駅                                   | 緩行                                         | F <F>                                        | 1919年3月16日                                |                                                                        |
| ボロー・パーク                                                                                                   |                                              | ベイ・パークウェイ駅                            | 緩行                                         | F <F>                                        | 1919年3月16日                                |                                                                        |
| ボロー・パーク                                                                                                   |                                              | アベニューN駅                                   | 緩行                                         | F <F>                                        | 1919年3月16日                                |                                                                        |
| グレーブセンド                                                                                                   |                                              | アベニューP駅                                   | 緩行                                         | F <F>                                        | 1919年3月16日                                |                                                                        |
| グレーブセンド                                                                                                   |                                              | キングス・ハイウェイ駅                          | 緩行/急行                                    | F <F>                                        | 1919年3月16日                                | B82セレクト・バス・サービス ラッシュ時に一部のF系統の列車の終点となる  |
| グレーブセンド                                                                                                   |                                              | アベニューU駅                                   | 緩行                                         | F <F>                                        | 1919年5月10日                                |                                                                        |
| グレーブセンド                                                                                                   |                                              | アベニューX駅                                   | 緩行                                         | F <F>                                        | 1919年5月10日                                |                                                                        |
| 急行線終了、南行緩行線に合流し、コニー・アイランド車両基地へと続く                                               |                                              |                                                 |                                              |                                              |                                              |                                                                        |
| コニーアイランド                                                                                                 |                                              | ネプチューン・アベニュー駅                      | 緩行/急行                                    | F <F>                                        | 1920年5月1日                                 |                                                                        |
| コニーアイランド                                                                                                 |                                              | 西8丁目-ニューヨーク水族館駅                    | 緩行/急行                                    | F <F>                                        | 1917年5月19日                                | BMTブライトン線 (Q )                                                   |
| コニーアイランド                                                                                                 | バリアフリー・アクセス                       | コニー・アイランド-スティルウェル・アベニュー駅 | 緩行/急行                                    | F <F>                                        | 1919年5月30日                                | BMTブライトン線 (Q ) BMTシー・ビーチ線 (N ) BMTウェスト・エンド線 (D ) |